# Looe Valley Line
| Blick auf den Endbahnhof Looe |                      |                            |                            |
| Streckenlänge: | 13,5 km              |                            |                            |
| Spurweite: | 1435 mm (Normalspur) |                            |                            |
| |                      |                            |                            |
| \| \| \| nach Caradon \| \| \| \| Moorswater \| \| \| \| Liskeard \| \| \| \| Plymouth–Penzance \| \| \| \| Coombe Junction Halt \| \| \| \| Abzw Coombe Junction \| \| \| \| St Keyne Wishing Well Halt \| \| \| \| Causeland \| \| \| \| Sandplace \| \| \| \| Looe \| \| \| \| Buller Quay \| |                      |                            |                            |
| Strecke (außer Betrieb) |                      | nach Caradon               | nach Caradon               |
| Betriebs-/Güterbahnhof Strecke bis hier außer Betrieb · Strecke von links · Strecke von rechts |                      | Moorswater                 | Moorswater                 |
| Strecke · Haltepunkt / Haltestelle Streckenende · Strecke |                      | Liskeard                   | Liskeard                   |
| Kreuzung geradeaus unten · Bahnhof quer · Kreuzung geradeaus unten |                      | Plymouth–Penzance          | Plymouth–Penzance          |
| Haltepunkt / Haltestelle · Strecke |                      | Coombe Junction Halt       | Coombe Junction Halt       |
| Strecke nach links · Abzweig quer und von rechts · Strecke nach rechts |                      | Abzw Coombe Junction       | Abzw Coombe Junction       |
| Haltepunkt / Haltestelle |                      | St Keyne Wishing Well Halt | St Keyne Wishing Well Halt |
| Haltepunkt / Haltestelle |                      | Causeland                  | Causeland                  |
| Haltepunkt / Haltestelle |                      | Sandplace                  | Sandplace                  |
| Haltepunkt / Haltestelle Strecke ab hier außer Betrieb |                      | Looe                       | Looe                       |
| Betriebs-/Güterbahnhof Streckenende (Strecke außer Betrieb) |                      | Buller Quay                | Buller Quay                |

Die Looe Valley Line ist eine 13,5 km lange, 1860 eröffnete Bahnstrecke in Cornwall (Vereinigtes Königreich), welche die Zwillingsstädte East Looe und West Looe an der Ärmelkanalküste mit Liskeard an der Hauptstrecke (London–)Plymouth–Penzance verbindet. Sie wird im Personenverkehr durch Züge der Bahngesellschaft First Great Western befahren, die im Rahmen eines Community Rail-Projekts durch lokale Organisationen unterstützt wird.

## Streckenverlauf
Zwischen Looe und Coombe Junction sowie auf dem folgenden, nur im Güterverkehr befahrenen Abschnitt nach Moorswater folgt die Looe Valley Line dem namensgebenden Fluss East Looe River und dem früheren Liskeard-und-Looe-Union-Kanal. Südlich der Station Sandplace bildet der Fluss dabei ein Ästuar, an dessen östlichem Ende die Bahnstrecke entlangführt.
Ungewöhnlich ist die Anbindung der Nebenstrecke an die Hauptbahn in Liskeard: Da letztere deutlich höher als der Talgrund des East Looe River liegt, konnte die Verbindung zwischen den nur wenige hundert Meter voneinander entfernt liegenden Stationen Coombe und Liskeard nicht auf direktem Wege hergestellt werden. Stattdessen entstand eine weit ausholende Schleife, in deren Verlauf die von Süden kommende Looe Valley Line die Hauptstrecke Plymouth–Penzance unterquert und schließlich auf der Nordseite des Bahnhofs Liskeard im 90 Grad-Winkel zu den Gleisen der Hauptbahn endet. Für Güterzüge und Fahrzeugüberführungen besteht dort eine Gleisverbindung mit engem Radius.
Die vier Zwischenhalte der Looe Valley Line, Coombe Junction Halt, St Keyne Wishing Well Halt, Causeland und Sandplace, erschließen jeweils nur kleine Weiler und tragen nur in geringem Ausmaß zum Fahrgastaufkommen der Strecke bei.

### Bahnhof Looe
Die Endstation der Strecke verfügt über ein Gleis, der Ausstieg befindet sich in Fahrtrichtung links. Ursprünglich befanden sich südlich der Station neben einer Verbindung zum Hafen (Buller Quay) weitere Gleisanlagen zum Wenden der Züge, die jedoch mit dem Einsatz von Triebwagen überflüssig wurden. Das Abstellgleis außerhalb des Bahnhofs wurde im November 1963 außer Betrieb gestellt und die Linie am 28. April 1968 um ca. 100 m gekürzt; die Polizeistation steht heute dort, wo der Bahnhof einst war. Die Streckenkilometrierung wurde infolge dieser Kürzung jedoch nicht angepasst, so dass sich am offiziellen Streckenendpunkt keine Gleise mehr befinden. 
Im Fahrplanjahr 2006/07 benutzten 81.022 Fahrgäste die Station, rund 10.000 mehr als im Vorjahr. 2010 belief sich die Zahl der Fahrgäste auf über 95.000.

## Geschichte
Seit 1828 verband der Liskeard-und-Looe-Union-Kanal Moorswater nahe Liskeard mit Looe an der Küste, auf dem neben landwirtschaftlichen Gütern vor allem im Caradon Hill nördlich von Moorswater gefördertes Kupfererz befördert wurde. Mit der Intensivierung des Bergbaus in den 1840er-Jahren entstand die Liskeard and Caradon Railway (LCR), die ab November 1844 das Bergwerk South Caradon mit dem Kanalhafen in Moorswater verband und zunächst als Pferdebahn betrieben wurde. Infolge einer weiteren Zunahme des Verkehrsaufkommens wurde am 11. Mai 1858 der Bau einer Bahnstrecke parallel zum bestehenden Kanal beschlossen. Die Looe Valley Line der Liskeard and Looe Railway (LLR) wurde am 27. Dezember 1860 eröffnet. Beide Strecken dienten zunächst ausschließlich dem Güterverkehr.
LCR und LLR waren zwei getrennte Privatbahnen, die jedoch eng zusammenarbeiteten. Ab 1862 erfolgte die Betriebsführung der Liskeard and Looe Railway durch die Liskeard and Caradon Railway. Die LLR nahm am 11. September 1879 den Personenverkehr auf und erzielte durch den aufkommenden Tourismus Gewinne. Ab 1901 wurde die LCR von der Liskeard and Looe Railway gepachtet.
Ab 1877 bestanden Überlegungen, die vom übrigen Bahnnetz isolierten Strecken der LCR und LLR mit der Hauptstrecke Plymouth–Penzance der Great Western Railway (GWR) zu verbinden, die seit 1859 das Tal des Looe River südlich von Moorswater mit dem Moorswater Viaduct überbrückte. Neben dem zu überwindenden Höhenunterschied bestand jedoch die Schwierigkeit, dass die Strecken der LCR und LLR von Beginn an in Normalspur ausgeführt waren, die GWR jedoch eine Breitspurbahn war. Erst nach der 1892 abgeschlossenen Umspurung der GWR-Strecken wurde die Planung der Verknüpfung intensiviert. 1898 begann der Bau der Verbindung Coombe–Liskeard, die am 15. Mai 1901 eröffnet werden konnte.
Ab dem 25. Mai 1909 übernahm die GWR die Betriebsführung sowohl der LCR als auch der LLR. Mit weiterem Rückgang des Frachtaufkommens war die LCR jedoch defizitär, so dass zum 1. Januar 1917 der Betrieb nördlich von Moorswater eingestellt wurde. Im Rahmen des so genannten Groupings gelangte die LLR und damit die Looe Valley Line 1923 endgültig zur GWR und wurde 1948 mit dieser in die neu gegründete British Rail überführt.
In den 1960er-Jahren zählte die Looe Valley Line zu den im Rahmen von Richard Beechings Report „The Reshaping of British Railways“ zur Stilllegung vorgesehenen Strecken, deren Betrieb jedoch auf Initiative der damaligen Verkehrsministerin Barbara Castle dennoch weitergeführt wurde.

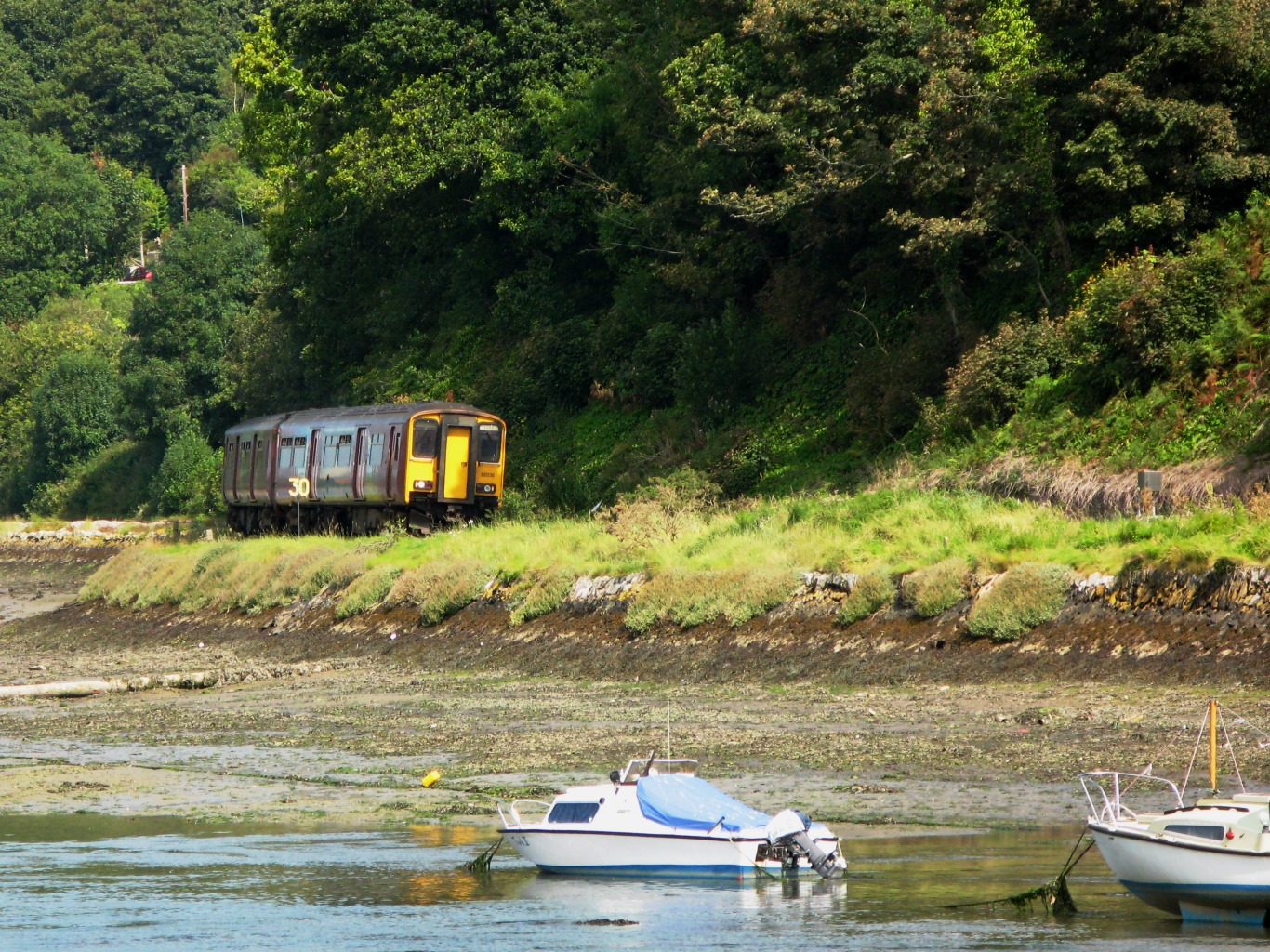
First Great Western-Zug nahe Looe

## Heutiger Betrieb
Im Personenverkehr wird die Strecke heute durch die Bahngesellschaft First Great Western befahren. Montags bis samstags werden von Mai bis September zwölf, sonst neun Zugpaare angeboten. An Sonntagen findet nur von Mai bis September Zugbetrieb im Umfang von acht Zugpaaren statt. Eingesetzt werden Triebwagen der Reihen 150 und 153, wobei sich jeweils nur ein Fahrzeug auf der Strecke befindet.
Seit 1992 wird der Betrieb der Looe Valley Line im Rahmen eines Community Rail-Projekts durch das Devon and Cornwall Rail Partnership unterstützt. Auf ehrenamtlicher Basis werden Aktivitäten zur besseren Vermarktung der Bahn, etwa durch den Betrieb eines Fahrkarten- und Informationsschalters im Bahnhof Looe im Sommer oder die Einrichtung themenbezogener, an die Bahnstationen anschließender Wanderwege, umgesetzt.
Güterverkehr findet lediglich auf dem nördlichen Abschnitt Liskeard–Moorswater statt, wo Freightliner sporadisch Ganzzüge mit Zement befördert.